# Продовольственная программа СССР
Продовольственная программа СССР — государственная программа, принятая в СССР на майском (1982) Пленуме ЦК КПСС для преодоления товарного дефицита в стране. Программа, принятая на период 1982—1990 годов, должна была интенсифицировать производство в сфере сельского хозяйства и улучшить ситуацию с продовольственным снабжением в СССР.

## Предыстория
Постоянное субсидирование цен на различные товары, включая продовольствие, стало традицией и вызывало перекосы в экономическом развитии страны. Производство товаров питания становилось хронически дотируемым государством. Отпускная цена мяса в конце 1970-х годов была в 2—3 раза ниже цены его производства. В 1960—1980-x годах темпы роста ВВП СССР хронически отставали от темпов роста денежной массы в среднем на 10 %. Политика искусственного сдерживания цен вела к товарному дефициту, а ввиду наибольшего консерватизма властей в отношении продовольственных товаров, дефицит в значительной мере сказывался в этой сфере. Серьёзные проблемы с продовольственным снабжением в СССР порождали социальное напряжение. Одной из причин волнений рабочих в Новочеркасске в 1962 году стало повышение цен на мясо. Они не были единственными событиями подобного рода. Массовые выступления граждан происходили в Караганде, Темиртау, Александрове, Муроме, Тбилиси, Грозном, Одессе.
Проводимая в 1970—1980-х годах программа интенсификации развития сельского хозяйства, включавшая развитие кооперативного движения, не давала результатов. Если в начале 1970-х годов СССР импортировал около 7 млн тонн пшеницы в год, то в 1982 году импорт зерна достиг 45 млн тонн. В 1981 году Советский Союз стал крупнейшим импортером мяса — 1 млн тонн в год. По оценкам экономиста Гэйла Джонсона, недопоставки продовольствия достигали 18 млрд долларов в год.

## Принятие и реализация Программы
Принятие программы на майском пленуме ЦК КПСС 1982 года стало открытым признанием крайне негативной ситуации в сфере поставки продовольствия. Автором программы называли Михаила Сергеевича Горбачёва, курировавшего тогда в Политбюро вопросы сельского хозяйства. Программа констатировала основные проблемы развития сельского хозяйства, и в её рамках был предложен комплекс мер, направленных на преодоление кризиса. Производство пищевых продуктов предполагалось увеличить к 1990 году в 2,3—2,5 раза. Основное внимание при этом уделялось формированию и развитию агропромышленных комплексов (АПК), предусматривались меры по дальнейшей механизации, химизации, улучшению кормовой базы, использованию новых интенсивных технологий, также предлагалось всемерно внедрять материальное стимулирование колхозников. Было запланировано развитие и интенсификация земледелия и животноводства в Нечернозёмной полосе России, Поволжье и Урале. В значительной мере эффективность сельского хозяйства должны были повысить АПК. Продовольственная программа ориентировала на повсеместное улучшение условий труда и быта колхозников.
В некоторых республиках и регионах СССР были приняты местные продовольственные программы. В связи с внедрением Программы были внесены изменения в 11-й и затем 12-й пятилетние планы. По оценкам специалистов, в целом Программа не предусматривала каких либо революционных мер по преодолению застоя, и изменения были скорее косметические. Основные хозяйственные процессы оставались без изменения.

## Итоги
По данным официальной статистики, цели, поставленные программой, по ключевым показателям были выполнены. Так были достигнуты задачи увеличить потребление: мяса и мясопродуктов в расчёте на душу населения с 58 кг в 1980 году до 70 кг в 1990 году; молока и молочных продуктов — с 314 до 330 кг; яиц — с 239 до 265 штук.
С другой стороны, авторитетные экономисты ставят под сомнение результаты, упоминая экономический кризис, наступивший перед распадом СССР. Поставленные Продовольственной программой цели не были достигнуты. По мнению Гэйла Джонсона, 11-й и 12-й пятилетние планы в части продовольственных товаров были совершенно нереалистичными. Даже благоприятные погодные условия периода 12-й пятилетки не спасли ситуацию, и сохранение уже достигнутых результатов было бы успехом для народного хозяйства СССР.
Андрей Илларионов назвал Продовольственную программу попыткой найти чудодейственный эликсир для оживления стагнирующей экономики. По отзывам Александра Бовина, проблема была в том, что её создатели до сих пор мыслили категориями колхозов и совхозов, тогда как её необходимо было плотнее связать с индивидуальными хозяйствами.
Часть результатов, поставленных Продовольственной программой, в России не достигнута и по состоянию на 2011 год: россияне в среднем потребляют 63 кг мяса, около 230 кг молока и молочных продуктов; по овощам же, фруктам и ягодам показатели превышены.